# Georgine von Januschofsky

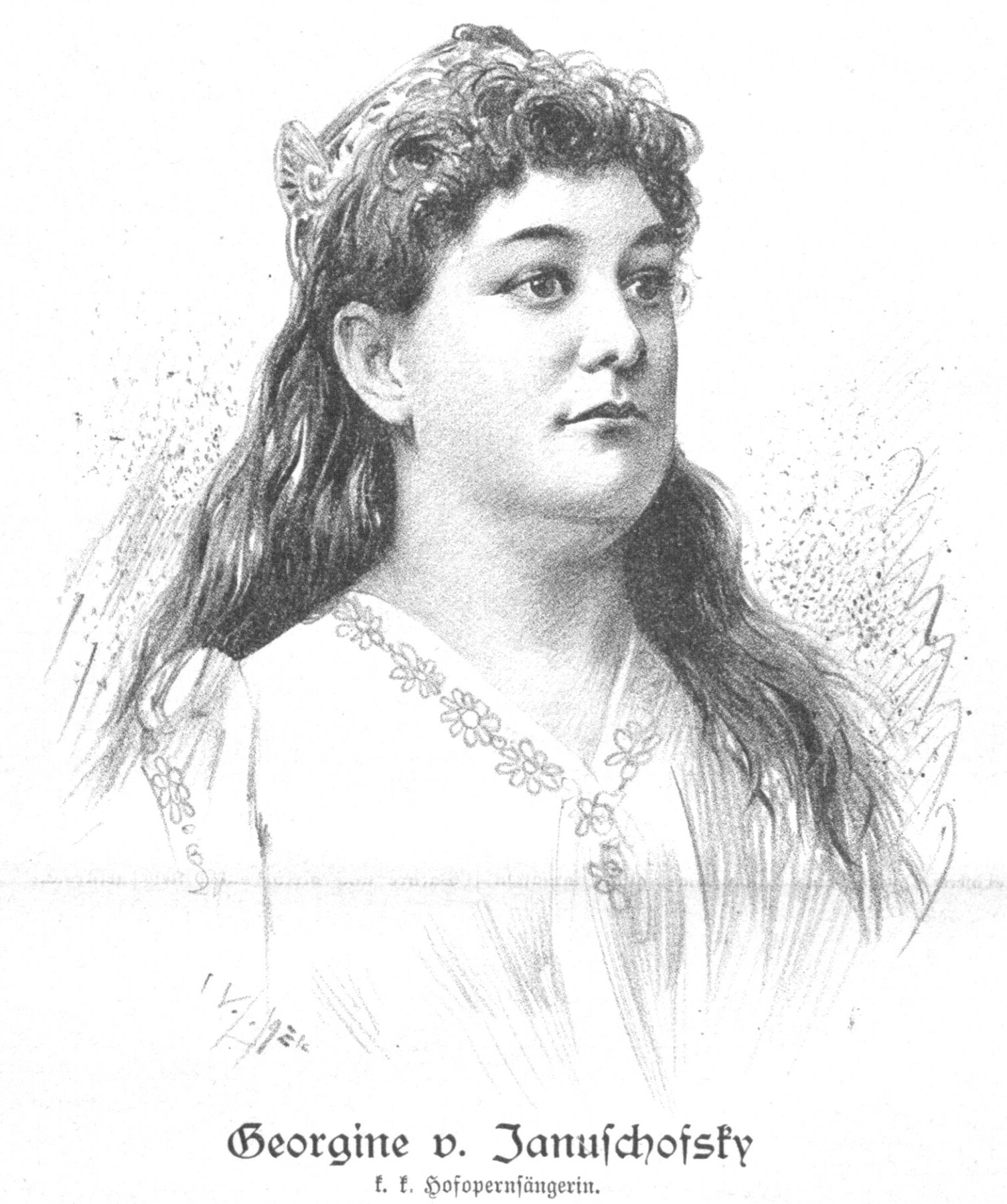
Georgine von Januschofsky, 1895

Georgine von Januschofsky, auch Georgine von Januschowsky, verheiratete Georgine Neuendorff (* 4. Oktober 1849 in Olmütz; † 6. September 1914 in New York) war eine österreichisch-US-amerikanische Theaterschauspielerin und Opernsängerin (Sopran).

## Leben
Januschofsky begann ihre Karriere als Schauspielerin (Laibach, Freiburg im Breisgau, Theater an der Wien), später wirkte sie auch als Soubrette (Stuttgart, Leipzig). Im Jahr 1880 wurde sie von ihrem späteren Ehemann Adolf Neuendorff nach New York verpflichtet (Heirat 1891 in Cohasset, Massachusetts). Über die nächsten Jahrzehnte sang sie an zahlreichen Bühnen in den USA und im deutschsprachigen Raum.

## Familie
Januschofsky war die Tochter des Offiziers und späteren Redakteurs Georg Ohm-Januschowsky (1813–1867). Der Lehrer und Dialektschriftsteller Alexander Ohm-Januschowsky sowie der Eisenbahninspektor und Kulturpublizist Julius Ohm-Januschowsky (1851–1932) waren ihre Brüder.